# Kafr Mandā
Kafr Mandā (hebreiska: כפר מנדא) är en ort i Israel.   Den ligger i distriktet Norra distriktet, i den norra delen av landet. Kafr Mandā ligger 176 meter över havet och antalet invånare är 15 014.
Terrängen runt Kafr Mandā är kuperad åt nordost, men åt sydväst är den platt. Runt Kafr Mandā är det ganska tätbefolkat, med 80 invånare per kvadratkilometer. Närmaste större samhälle är Nasaret, 13,0 km söder om Kafr Mandā. Trakten runt Kafr Mandā består till största delen av jordbruksmark.